# Menhir de Juigné
Le menhir de Juigné est un menhir situé sur la commune de Saint-Herblon dans le département de la Loire-Atlantique.

## Description

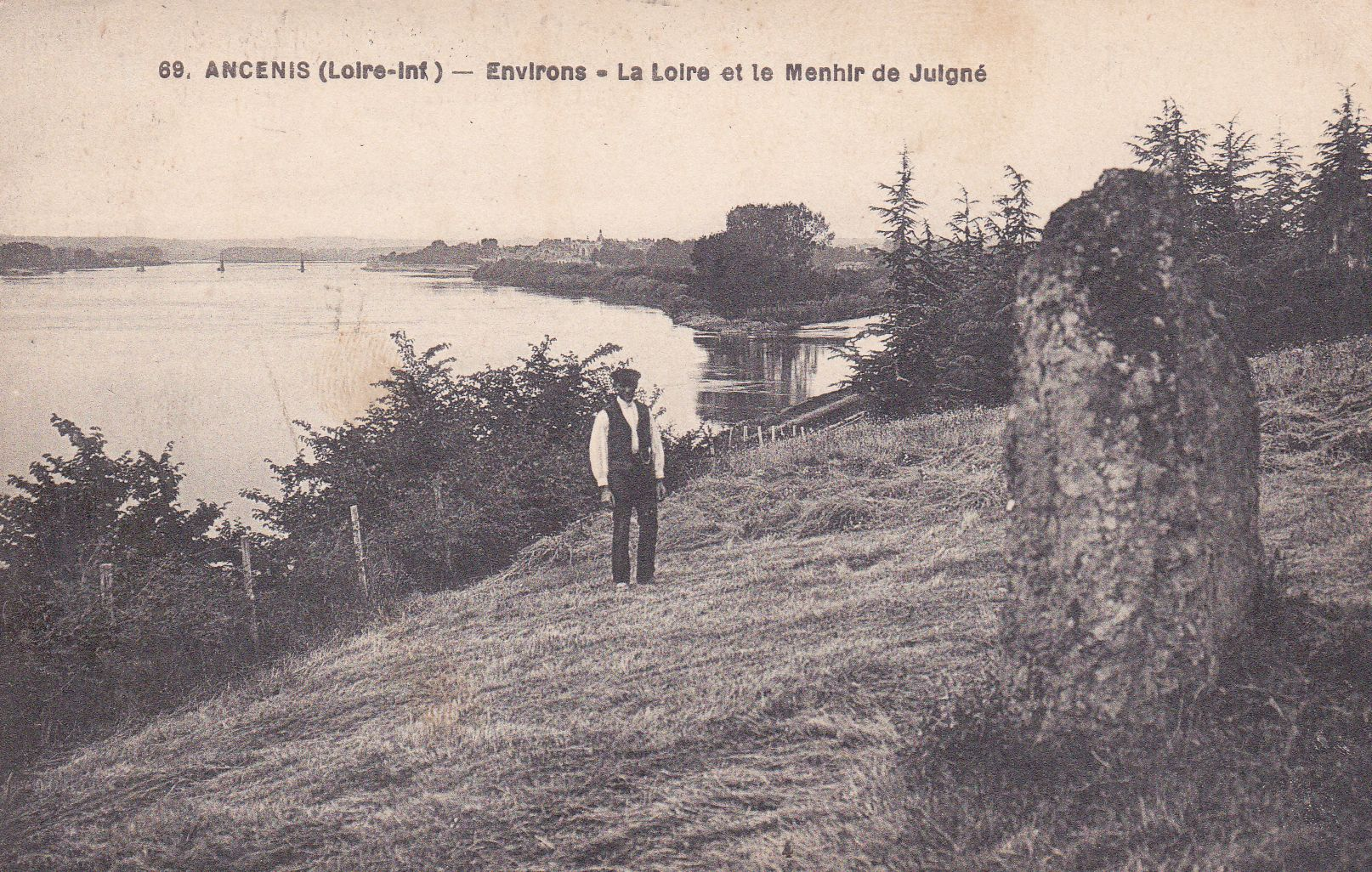
Menhir de Juigné sur une carte postale ancienne.

Le menhir est un bloc de poudingue qui mesure 2,60 m de hauteur pour une largeur à la base de 1,95 m et une épaisseur moyenne de 0,63 m. Il a été érigé sur un coteau qui domine la Loire, selon une orientation sud-sud-est / nord-nord-ouest ; il est désormais inclus dans le parc du château de Juigné. Les blocs de pierre disposés aux alentours correspondent à une mise en valeur contemporaine puisqu'ils ne figurent pas sur les photos anciennes. Il est mentionné sous le nom de Pierre aux Romains sur une carte de la Loire du XIXe siècle.